# エプソンイメージングデバイス
エプソンイメージングデバイス株式会社（英: EPSON IMAGING DEVICES CORPORATION）は、かつて存在した中・小型液晶ディスプレイメーカーである。

## 概要
経営不振に陥っていた三洋電機の最初の事業売却として液晶事業の合弁会社設立。出資比率はセイコーエプソン55%、三洋電機45%だったが、合弁会社設立時点での代表取締役は三洋電機出身であった。
セイコーエプソンの液晶事業である2002年にプリンター事業が大幅に赤字を出した時以外は全て赤字であった。事業内容としてもPLDとTFDしか保有しておらず、アモルファスTFTとLTPSを所有する三洋電機の液晶事業は非常に魅力的であった。
2004年、三洋電機とセイコーエプソンの合弁会社として三洋エプソンイメージングデバイス株式会社（さんようエプソンイメージングデバイス）を設立。その後セイコーエプソンが完全子会社化しエプソンイメージングデバイス株式会社に商号を変更した。
2017年2月1日にセイコーエプソンに吸収され消滅した。

## 沿革
- 2004年（平成16年）
  - 4月 - セイコーエプソンの液晶事業との合弁会社設立が発表される。
  - 10月1日 - 「三洋エプソンイメージングデバイス株式会社」として設立。
- 2006年（平成18年）12月 - セイコーエプソンの完全子会社化により「エプソンイメージングデバイス株式会社」に商号を変更。
- 2009年（平成21年）
  - 4月1日 - 本社機能を長野県安曇野市の豊科事業所から鳥取事業所へ移管。
  - 12月1日 - 中・小型TFT液晶ディスプレイ事業（高温ポリシリコンTFT液晶などを除く）に関する営業機能をソニーおよびソニーモバイルディスプレイへ移管。
  - 3月21日 - 岐阜事業所を閉鎖し鳥取事業所に集約。同時期にソニーモバイルディスプレイへの事業譲渡が発表される。
- 2011年（平成23年） - ソニーモバイルディスプレイへの事業譲渡によりセイコーエプソンは中・小型TFT液晶ディスプレイ事業から完全に撤退する。
- 2017年（平成29年）2月1日 - 合併により消滅。